# 2008年隴南騷亂
2008年甘肃陇南骚乱发生在2008年11月17日并持续到了11月18日晚，陇南地区的部分群众因不满当地政府的拆迁问题，于17日前去陇南行政中心前去“上访”，期间由于部分原因，最终酿成大规模警民冲突。

## 背景
2008年，汶川大地震中甘肃陇南也受到了不同程度的破坏，而后，有消息称陇南的行政中心将由现址转移到属下的成县中，这使得一部分城区建设的拆迁户开始担心他们的住房、土地和今后的生活等问题。

## 骚乱过程
11月17日，大约三十多位武都区东江镇的拆迁户前往陇南市委上访并要求当地官员对他们今后的住房土地等问题做出答复。官方媒体称“市委有关领导进行了接访和疏导，但上访人员不听劝阻”，而后原本的上访活动极具变化为近千人参加的抗议活动，警民之间开始发生冲突。政府虽后对这些被称“遭别有用心者煽动”使用了催泪瓦斯进行驱散，而后抗议人群聚集到上万人，部分抗议民众使用了烟花爆竹攻击防暴警察。从官方的报道中了解到：“部分群众在不法分子的煽动下开始冲击市委机关，砸坏并焚烧部分车辆和办公设施，两栋办公楼被损毁”。
18日，抗议活动继续发生，民众再次围攻了市委机关，到当日晚9时依然有民众在大街上进行示威。
官方报道中称暴徒共砸烧房屋110间、车辆22辆，事件中共有60多人受伤。不过据一些维权团体称，事件中共有100多人重伤，上千人轻伤，200多人被捕，并据传事件中还有人死亡。

## 各方声音

### 中国官方
事件发生后，陇南市政府新闻办公室2008年11月18日在政府网站上发布声明：11月17日9点30分，武都城区30多名拆迁户集体到市委信访室上访，要求对陇南市行政中心搬迁后他们的住房、土地，以及今后的生活等问题如何安排作出答复，市委有关领导进行了接访和疏导，但上访人员不听劝阻，上访人数陆续增加到上千人左右。
声明说，20点以后，上访群众被少数别有用心的人煽动利用，信访干部和公安干警出面劝导，遭到一些不法分子殴打致伤，导致60多名人员受伤。另外，两栋政府办公楼和11辆公务车被砸，给政府办公楼以及内部设备造成严重破坏。声明还说，由于执法部门果断处置，事态已经基本得到控制。

### 维权团体
维权团体的消息说，2008年11月17日到18日，上访民众从几千人发展到数万人参与抗议，当地政府没有出面协商解决问题，却出动大批武警、公安前往镇压，施放催泪瓦斯和防暴弹，造成100多人重伤，上千人轻伤，200多人被捕，据说还有人员死亡。

### 当地民众
路透社11月18日报导说：“一个不透露姓名的当地旅店工作人员在电话中告诉路透社记者说：‘其实只有几千个上访的人，但是警察放了催泪弹，搞得女人和小孩很难受，把大家给惹火了。’”
纽约时报11月19日报导说：“一个自称退休政府工作人员的男子在接受电话采访时说：‘人们很愤怒，现在周围村镇的许多农民都来支持他们。尽管我曾经在政府工作，我现在支持那些人。”
洛杉矶时报11月19日报导说：“一个制砖厂厂长何州娃(音译)11月18日下午说：‘人们现在还在市委大院呢。我不敢到那儿去，但是大家都在说这件事。昨天晚上和今天上午，那里有好多上访的人。’”

## 结果
新华社2008年11月20日报导说，警方拘留了与这次事件有关的110人，但随后释放了80人。骚乱造成71名警察和3名当地记者受伤，110所房屋和22辆汽车被毁。此外，一些人声称至少有3人在武都区的冲突中因武警的乱棍围殴而死。